# Leandro Messineo
Leandro Carlos Messineo, né le 13 septembre 1979 à Olavarría, est un coureur cycliste argentin. Champion d'Argentine du contre-la-montre en 2011 et 2013, il a été médaillé d'or du contre-la-montre aux championnats panaméricains de 2011. Il a participé cette année-là au championnat du monde du contre-la-montre et en a pris la 35e place.

## Palmarès

### Par année
- 2002
  - 3e étape de la Doble San Francisco-Miramar
  - 2e de la Doble San Francisco-Miramar
- 2009
  - Vuelta de la Manzana :
    - Classement général
    - 1re étape (contre-la-montre)
- 2010
  - 2e étape de la Vuelta de Lavalle (contre-la-montre)
  - 3e étape du Tour de l'Équateur
  - 2e du championnat d'Argentine sur route
  - 3e du championnat d'Argentine du contre-la-montre
  - 3e de la Vuelta de Lavalle
- 2011
  -  Médaillé d'or du contre-la-montre aux championnats panaméricains
  -  Champion d'Argentine du contre-la-montre
  - 5e étape du Tour de San Luis
  - Doble Bragado :
    - Classement général
    - 6ea étape (contre-la-montre)

  - Prologue de la Vuelta de Lavalle
- 2012
  - 2e étape du Tour de Bolivie
- 2013
  -  Champion d'Argentine du contre-la-montre
  - 3e étape du Tour de Bolivie (contre-la-montre par équipes)
  -  Médaillé de bronze du contre-la-montre aux championnats panaméricains
- 2015
  - 3e étape du Giro por la Hermandad (contre-la-montre)
  - 2e du Giro por la Hermandad
- 2016
  - 2e de la Doble Bragado
- 2017
  - 1re étape du Gran Premio Ciudad de Río Tercero
- 2018
  - 2e du Grand Prix Campagnolo
- 2019
  - 3e étape du Gran Premio Ciudad de Río Tercero
  - 3e du Gran Premio Ciudad de Río Tercero
- 2021
  - 3e de la Doble Calingasta
- 2022
  - Gran Premio Club Olimpia :
    - Classement général
    - 2e et 3e (contre-la-montre) étapes
- 2023
  - 2e étape du Giro del Sol San Juan

### Classements mondiaux
| Année                                 | 2011 | 2012 | 2013 | 2014 | 2015 | 2016 | 2017 | 2018 | 2019 | 2020 | 2021 | 2022  | 2023  |
| ------------------------------------- | ---- | ---- | ---- | ---- | ---- | ---- | ---- | ---- | ---- | ---- | ---- | ----- | ----- |
| Classement mondial                    |      |      |      |      |      | nc   | nc   | nc   | nc   | nc   | nc   | 1569e | 1216e |
| UCI America Tour                      | 45e  | nc   | 55e  | 307e | 244e | nc   | nc   | nc   | nc   | nc   | nc   | 230e  | nc    |
|                                       |      |      |      |      |      |      |      |      |      |      |      |       |       |
| Légende : nc = non classéSource : UCI |      |      |      |      |      |      |      |      |      |      |      |       |       |

## Résultats sur les championnats

### Championnats du monde professionnels

#### Contre-la-montre
2 participations.
- Copenhague 2011 : 35e au classement final[1].
- Florence 2013 : 58e au classement final[2].